# Basketball-Asienmeisterschaft 1999
Die Basketball-Asienmeisterschaft 1999 (offiziell: FIBA Asia Championship 1999) war die 20. Auflage dieses Turniers und fand vom 28. August bis 5. September in Fukuoka, Japan statt. Sie wurde von der FIBA Asien, dem Asiatischen Basketballverband, organisiert. Der Sieger qualifizierte sich für die Olympischen Sommerspiele 2000.

## Teilnehmer
Es hatten sich insgesamt nahmen 16 Mannschaften für das Turnier qualifiziert. Nach Rückzug und Nachbesetzung nahmen letztendlich 15 Teams an der Asienmeisterschaft 1999 teil.
Die fünf bestplatzierten Mannschaften der Basketball-Asienmeisterschaft 1997 plus Gastgeber:
- Südkorea
- Japan – Gastgeber
- China
- Saudi-Arabien
- Vereinigte Arabische Emirate
- Chinesisch Taipeh

Sieger der regionalen Qualifikationen:
Westasien:
- Libanon
- Syrien

Golfregion:
- Kuwait
- Bahrain

Zentralasien:
- Usbekistan
- Kasachstan 1)

Ostasien:
- Hongkong
- Nordkorea 1)

Südostasien:
- Philippinen
- Thailand

1) Kasachstan und Nordkorea zogen zurück. Dafür wurde  Malaysia für das Turnier nachnominiert.

## Vorrunde
Die Vorrunde wurde in drei Gruppen mit vier Mannschaften und einer Gruppe mit drei Mannschaften ausgetragen. Der Sieger eines Spiels erhielt zwei Punkte, der Verlierer einen Punkt. Die beiden Besten jeder Gruppe spielten in den Gruppen E und F um die Plätze 1–8. Die Dritt- und Viertplatzierten spielten in den Gruppen G und H um die Plätze 9–15.

### Gruppe A
| Platz | Team        | Spiele | Siege | Niederl. | Körbe   | Punkte |
| ----- | ----------- | ------ | ----- | -------- | ------- | ------ |
| 1     | Libanon     | 3      | 3     | 0        | 210:185 | 6      |
| 2     | Südkorea    | 3      | 2     | 1        | 251:189 | 5      |
| 3     | VAE         | 3      | 1     | 2        | 216:244 | 4      |
| 4     | Philippinen | 3      | 0     | 3        | 194:253 | 3      |

| 28. August 1999 | Südkorea    | – | Philippinen | 98:63 |
| 28. August 1999 | VAE         | – | Libanon     | 70:75 |
| 29. August 1999 | Libanon     | – | Südkorea    | 75:65 |
| 29. August 1999 | Philippinen | – | VAE         | 81:95 |
| 30. August 1999 | Südkorea    | – | VAE         | 88:51 |
| 30. August 1999 | Philippinen | – | Libanon     | 50:60 |

### Gruppe B
| Platz | Team     | Spiele | Siege | Niederl. | Körbe   | Punkte |
| ----- | -------- | ------ | ----- | -------- | ------- | ------ |
| 1     | Japan    | 3      | 3     | 0        | 259:135 | 6      |
| 2     | Kuwait   | 3      | 2     | 1        | 240:228 | 5      |
| 3     | Thailand | 3      | 1     | 2        | 207:280 | 4      |
| 4     | Hongkong | 3      | 0     | 3        | 202:265 | 3      |

| 28. August 1999 | Japan    | – | Thailand | 85:38  |
| 28. August 1999 | Kuwait   | – | Hongkong | 88:62  |
| 29. August 1999 | Hongkong | – | Japan    | 58:88  |
| 29. August 1999 | Thailand | – | Kuwait   | 80:113 |
| 30. August 1999 | Japan    | – | Kuwait   | 86:39  |
| 30. August 1999 | Thailand | – | Hongkong | 89:82  |

### Gruppe C
| Platz | Team     | Spiele | Siege | Niederl. | Körbe   | Punkte |
| ----- | -------- | ------ | ----- | -------- | ------- | ------ |
| 1     | China    | 2      | 2     | 0        | 166:102 | 4      |
| 2     | Syrien   | 2      | 1     | 1        | 153:176 | 3      |
| 3     | Malaysia | 2      | 0     | 2        | 105:146 | 2      |

| 28. August 1999 | China    | – | Malaysia | 54:41  |
| 29. August 1999 | Syrien   | – | China    | 51:112 |
| 30. August 1999 | Malaysia | – | Syrien   | 62:92  |

### Gruppe D
| Platz | Team          | Spiele | Siege | Niederl. | Körbe   | Punkte |
| ----- | ------------- | ------ | ----- | -------- | ------- | ------ |
| 1     | Taiwan        | 3      | 3     | 0        | 250:219 | 6      |
| 2     | Saudi-Arabien | 3      | 2     | 1        | 239:218 | 5      |
| 3     | Usbekistan    | 3      | 1     | 2        | 207:219 | 4      |
| 4     | Bahrain       | 3      | 0     | 3        | 169:209 | 3      |

| 28. August 1999 | Saudi-Arabien | – | Bahrain       | 79:63 |
| 28. August 1999 | Usbekistan    | – | Taiwan        | 82:90 |
| 29. August 1999 | Bahrain       | – | Usbekistan    | 47:62 |
| 29. August 1999 | Taiwan        | – | Saudi-Arabien | 92:78 |
| 30. August 1999 | Saudi-Arabien | – | Usbekistan    | 82:63 |
| 30. August 1999 | Taiwan        | – | Bahrain       | 68:59 |

## Gruppenphase
Nach der Vorrunde spielten jeweils die ersten beiden Mannschaften in den Gruppen E und F um die Plätze 1 bis 8, die dritt- und viertplatzierten Mannschaften in den Gruppe G und H um die Plätze 9 bis 15. In den Gruppen wurde eine einfache Runde jeder gegen jeden gespielt.

### Gruppe E
| Platz | Team          | Spiele | Siege | Niederl. | Körbe   | Punkte |
| ----- | ------------- | ------ | ----- | -------- | ------- | ------ |
| 1     | China         | 3      | 3     | 0        | 283:177 | 6      |
| 2     | Saudi-Arabien | 3      | 2     | 1        | 241:234 | 5      |
| 3     | Kuwait        | 3      | 1     | 2        | 220:265 | 4      |
| 4     | Libanon       | 3      | 0     | 3        | 217:285 | 3      |

| 31. August 1999   | Libanon       | – | Saudi-Arabien | 69:92  |
| 31. August 1999   | China         | – | Kuwait        | 91:54  |
| 1. September 1999 | Kuwait        | – | Libanon       | 86:81  |
| 1. September 1999 | Saudi-Arabien | – | China         | 56:85  |
| 2. September 1999 | Libanon       | – | China         | 67:107 |
| 2. September 1999 | Kuwait        | – | Saudi-Arabien | 80:93  |

### Gruppe F
| Platz | Team     | Spiele | Siege | Niederl. | Körbe   | Punkte |
| ----- | -------- | ------ | ----- | -------- | ------- | ------ |
| 1     | Südkorea | 3      | 3     | 0        | 195:177 | 6      |
| 2     | Taiwan   | 3      | 2     | 1        | 220:210 | 5      |
| 3     | Japan    | 3      | 1     | 2        | 207:199 | 4      |
| 4     | Syrien   | 3      | 0     | 3        | 201:237 | 3      |

| 31. August 1999   | Japan    | – | Syrien   | 78:58 |
| 31. August 1999   | Taiwan   | – | Südkorea | 54:61 |
| 1. September 1999 | Südkorea | – | Japan    | 64:61 |
| 1. September 1999 | Syrien   | – | Taiwan   | 81:89 |
| 2. September 1999 | Japan    | – | Taiwan   | 68:77 |
| 2. September 1999 | Südkorea | – | Syrien   | 70:62 |

### Gruppe G
| Platz | Team     | Spiele | Siege | Niederl. | Körbe   | Punkte |
| ----- | -------- | ------ | ----- | -------- | ------- | ------ |
| 1     | VAE      | 3      | 3     | 0        | 261:235 | 6      |
| 2     | Bahrain  | 3      | 2     | 1        | 255:234 | 5      |
| 3     | Hongkong | 3      | 1     | 2        | 247:246 | 4      |
| 4     | Malaysia | 3      | 0     | 3        | 219:267 | 3      |

| 31. August 1999   | VAE      | – | Bahrain  | 79:72 |
| 31. August 1999   | Malaysia | – | Hongkong | 59:89 |
| 1. September 1999 | Hongkong | – | VAE      | 88:94 |
| 1. September 1999 | Bahrain  | – | Malaysia | 90:85 |
| 2. September 1999 | VAE      | – | Malaysia | 88:75 |
| 2. September 1999 | Hongkong | – | Bahrain  | 70:93 |

### Gruppe H
| Platz | Team        | Spiele | Siege | Niederl. | Körbe   | Punkte |
| ----- | ----------- | ------ | ----- | -------- | ------- | ------ |
| 1     | Usbekistan  | 2      | 2     | 0        | 177:135 | 4      |
| 2     | Philippinen | 2      | 1     | 1        | 146:152 | 3      |
| 3     | Thailand    | 2      | 0     | 2        | 129:165 | 2      |

| 31. August 1999   | Usbekistan  | – | Philippinen | 94:64 |
| 1. September 1999 | Philippinen | – | Thailand    | 82:58 |
| 2. September 1999 | Thailand    | – | Usbekistan  | 71:83 |

## Finalrunde

### Modus
Die beiden besten Mannschaften aus den Gruppen E und F spielten im K.-o.-System um die Plätze 1 bis 4. Die Drittplatzierten aus den Gruppen E und F spielten um Platz 5, die Viertplatzierten um die Plätze 5 bis 8.
Die Sieger der Gruppen G und H spielten um Platz 9, die Zweitplatzierten um Platz 11, die Drittplatzierten um Platz 13.

### Plätze 1 bis 4
|  | Halbfinale        | Halbfinale        |                 |    | Finale          | Finale          |
|  |                   |                   |                 |    |                 |                 |
|  | Südkorea          | 85                |                 |    |                 |                 |
|  | Saudi-Arabien     | 59                |                 |    |                 |                 |
|  | 4. September 1999 |                   |                 |    |                 |                 |
|  |                   |                   | 5. Oktober 1999 |    |                 |                 |
|  | Südkorea          | 45                |                 |    |                 |                 |
|  |                   | China             | 63              |    |                 |                 |
|  |                   |                   |                 |    |                 |                 |
|  | 3. Platz          |                   |                 |    |                 |                 |
|  | 4. September 1999 | 4. September 1999 | Saudi-Arabien   | 93 |                 |                 |
|  | China             | 105               | Taiwan          | 67 |                 |                 |
|  | Taiwan            | 51                |                 |    | 5. Oktober 1999 | 5. Oktober 1999 |

### Plätze 5 bis 14
| Spiel um Platz 5  | 4. September 1999 | Kuwait     | – | Japan       | 61:77 |
| Spiel um Platz 7  | 4. September 1999 | Libanon    | – | Syrien      | 61:60 |
| Spiel um Platz 9  | 3. September 1999 | Usbekistan | – | VAE         | 70:56 |
| Spiel um Platz 11 | 3. September 1999 | Bahrain    | – | Philippinen | 75:83 |
| Spiel um Platz 13 | 3. September 1999 | Hongkong   | – | Thailand    | 68:53 |

## Endstände
| Rang | Team                         | Siege:Niederl. |
| ---- | ---------------------------- | -------------- |
| 1    | Volksrepublik China          | 7:0            |
| 2    | Südkorea                     | 6:2            |
| 3    | Saudi-Arabien                | 5:3            |
| 4    | Chinesisch Taipeh            | 5:3            |
| 5    | Japan                        | 5:2            |
| 6    | Kuwait                       | 3:4            |
| 7    | Libanon                      | 4:3            |
| 8    | Syrien                       | 1:5            |
| 9    | Usbekistan                   | 4:2            |
| 10   | Vereinigte Arabische Emirate | 4:3            |
| 11   | Philippinen                  | 2:4            |
| 12   | Bahrain                      | 2:5            |
| 13   | Hongkong                     | 2:5            |
| 14   | Thailand                     | 1:5            |
| 15   | Malaysia                     | 0:5            |

Die Nationalmannschaft Chinas qualifizierte sich für die Olympischen Sommerspiele 2000.